# Gardyny, Ostródzki
Gardyny [ɡarˈdɨnɨ] (tiếng Đức: Gardienen)  là một ngôi làng thuộc khu hành chính của Gmina Dąbrówno,thuộc huyện Ostródzki, Warmińsko-Mazurskie, ở miền bắc Ba Lan. Nó cách Dąbrówno khoảng 11 kilômét (7 mi) về phía đông, cách Ostróda 35 km (22 mi) về phía đông nam và cách thủ phủ khu vực Olsztyn 46 km (29 mi) về phía tây nam.
Làng có dân số 420.